# Frits Eschauzier
Frits Adolf Eschauzier (Den Haag, 9 juni 1889 - 's-Graveland, 12 augustus 1957) was een Nederlandse architect en hoogleraar aan de T.H. Delft, later de Technische Universiteit Delft. Hij ontwierp in de traditionalistische stroming Delftse School. Hij woonde een groot deel van zijn leven op het landgoed Swaenenburgh.

## Werk

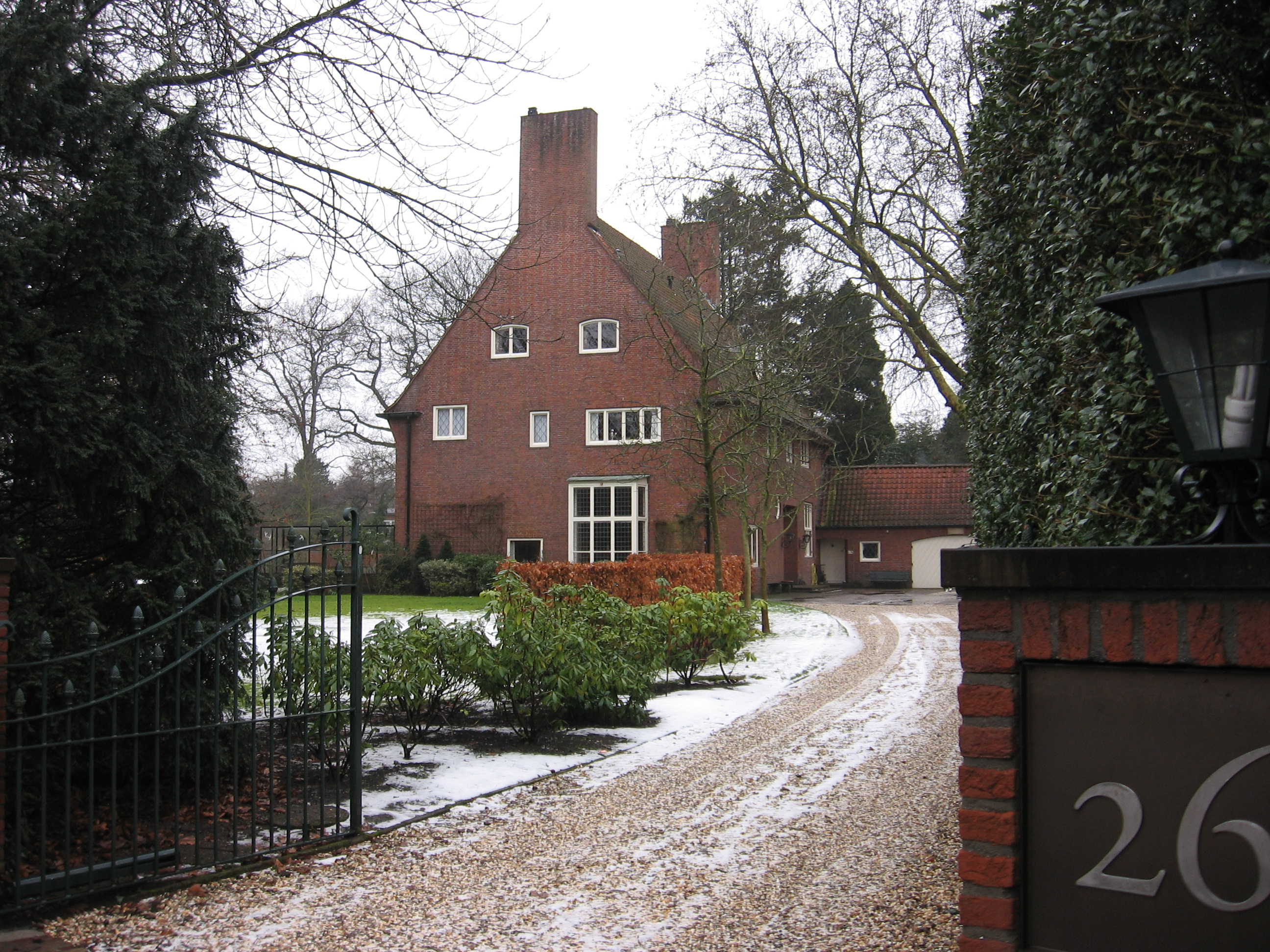
Villa naar een ontwerp van Eschauzier te Bussum (1934)

Eschauzier staat bekend om zijn landhuizen, onder meer het landgoed Noorderheide; maar ook voor verbouwing van het Rijksmuseum, diverse kantoorgebouwen en het interieur van onder meer de mailboot Willem Ruys (later als cruiseschip omgedoopt tot Achille Lauro). Tot de kennissenkring van Eschauzier behoorden invloedrijke mensen als Daniël George van Beuningen, die regelmatig ook zijn opdrachtgevers waren.
In 2000 verscheen een eerste boek over Eschauzier, met als titel: "F.A. Eschauzier - Een orde voor de zintuigen" door Jouke van der Werf en 010 Uitgeverij. In dit boek wordt aandacht besteed aan het verdwijnen van de bekendheid van het werk van Eschauzier. De schrijver denkt dat de "onmogelijkheid om de oppervlakkige uiterlijke verschijning, de 'stijl' van dit werk in hokjes te plaatsen" ervoor gezorgd heeft dat zowel modernisten als traditionele stromingen Eschauzier niet wilden kenmerken als karakteristiek voor hun stroming.
Inmiddels wordt het werk van Eschauzier in het jaar 2006 bedreigd; onder meer de Goede Herderkerk te Oosterbeek was een beoogde prooi voor projectontwikkelaars.
Ook van de hand van Eschauzier is de protestantse Maranathakerk in de wijk Duinoord in Den Haag uit 1949. Het gebouw herinnert in dubbel opzicht aan de Tweede Wereldoorlog. Het staat in een stadsdeel dat in 1943 werd ontruimd en afgebroken ten behoeve van het uitgestrekte Sperrgebiet van de Atlantikwall, een strook niemandsland die in een wijde boog rond het dorp Scheveningen liep. Het gebied is na de bevrijding, tot 1950 toe, herbebouwd.
De houten kapconstructie van de kerk was een gift aan de Haagse Hervormde Gemeente van de protestantse kerken in Zwitserland. Het was een overgebleven prototype van een serie Notkirchen voor het door oorlogsgeweld geteisterde Duitsland, een initiatief waarvan de architect Otto Bartning de drijvende kracht was.
Volgens Bartnings strategie moesten lokale bouwmeesters geholpen door vrijwilligers de geschonken uniforme bouwpakketten een eigen gezicht geven. Zo zou iedere plaats weer een 'eigen' kerk kunnen krijgen. In Den Haag werd Frits Eschauzier aangetrokken. Hij was intensief betrokken bij discussies in de Nederlandse Hervormde Kerk over kerkbouw en liturgische vernieuwing. Anders dan in Duitsland hoefden in Den Haag bij de bouw geen vrijwilligers te worden ingeschakeld.
In de Maranathakerk zijn alle invloeden van Eschauziers werk te zien. De zware buitenmuren doen aan de Delftse School denken. Detailleringen in het gebouw verwijzen naar zijn geliefde landhuisstijl. Hij werkte samen met de bekende kunstenaar Paul Citroen (1896-1983), docent aan de Haagse kunstacademie, die de kerkzaal decoreerde.
Eschauzier verzorgde ook de uitbreiding van het Gemeentemuseum Arnhem met onder meer de Rijnzaal, die uitzicht biedt op de rivier.